# Bezirksliga Mittelschlesien 1938/39
De Bezirksliga Mittelschlesien 1938/39 was het zesde voetbalkampioenschap van de Bezirksliga Mittelschlesien, het tweede niveau onder de Gauliga Schlesien en een van de drie reeksen die de tweede klasse vormden. VfB Breslau werd kampioen en nam deel aan de promotie-eindronde samen met de andere kampioenen van de Bezirksliga's. De club werd daar derde, wat normaal geen recht zou geven op promotie, echter promoveerde de club toch omdat de competitie in twee reeksen opgesplitst werd.  

## Bezirksliga

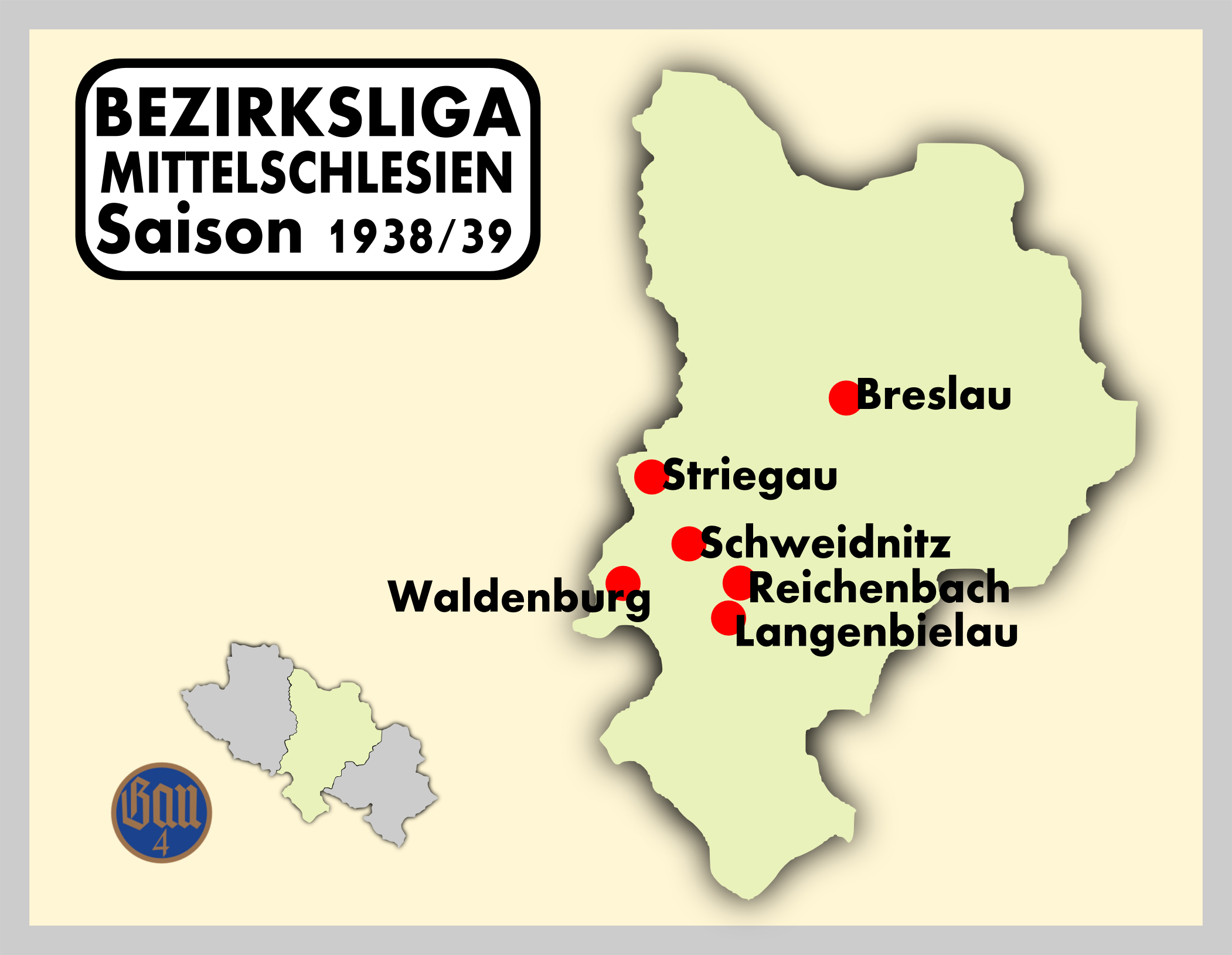
Speelsteden Bezirksliga Mittelschlesien.

| Plaats | Club                               | Wed. | W  | G | V  | Saldo | Ptn.  |
| ------ | ---------------------------------- | ---- | -- | - | -- | ----- | ----- |
| 1.     | VfB Breslau                        | 20   | 13 | 5 | 2  | 49:21 | 31:09 |
| 2.     | SV Preußen Waldenburg-Altwasser    | 20   | 14 | 2 | 4  | 55:29 | 30:10 |
| 3.     | VfB Preußen Langenbielau           | 20   | 10 | 3 | 7  | 56:32 | 23:17 |
| 4.     | DSV Schweidnitz                    | 20   | 9  | 4 | 7  | 44:46 | 22:18 |
| 5.     | SC Vorwärts Breslau                | 20   | 8  | 5 | 7  | 60:39 | 21:19 |
| 6.     | SC Alemannia Breslau               | 20   | 8  | 5 | 7  | 54:38 | 21:19 |
| 7.     | VSV Union Wacker Breslau           | 20   | 7  | 7 | 6  | 26:29 | 21:19 |
| 8.     | VfR Schlesien 1897 Breslau         | 20   | 7  | 6 | 7  | 35:42 | 20:20 |
| 9.     | Waldenburger SV 09                 | 20   | 7  | 4 | 9  | 40:44 | 18:22 |
| 10.    | Vereinigte Striegauer Sportfreunde | 20   | 2  | 3 | 15 | 27:62 | 07:33 |
| 11.    | SpVgg 1908 Reichenbach             | 20   | 3  | 0 | 17 | 27:91 | 06:34 |

|  | Deelname promotie-eindronde |

## Promotie-eindronde Kreisklasse
| Plaats | Club                                    | Wed. | W | G | V | Saldo | Ptn.  |
| ------ | --------------------------------------- | ---- | - | - | - | ----- | ----- |
| 1.     | SC Brega 09 Brieg                       | 8    | 7 | 0 | 1 | 26:11 | 14:02 |
| 2.     | SC Minerva-Rasenfreunde Breslau         | 8    | 6 | 0 | 2 | 26:11 | 12:04 |
| 3.     | STC 1892 Oels                           | 8    | 3 | 0 | 5 | 10:13 | 06:10 |
| 4.     | RSV Hertha Münsterberg                  | 8    | 2 | 1 | 5 | 13:30 | 05:11 |
| 5.     | Schweidnitzer FV Manfred von Richthofen | 8    | 1 | 1 | 6 | 11:21 | 03:13 |

Brega Brieg werd overgeheveld naar de Bezirksliga Oberschlesien. 
|  | Promotie naar Bezirksliga Oberschlesien 1939/40   |
|  | Promotie naar Bezirksliga Mittelschlesien 1939/40 |